# Wilibrord
Wilibrord – imię męskie pochodzenia germańskiego, którego patronem jest św. Wilibrord, biskup, misjonarz we Fryzji (VII/VIII wiek).
Wilibrord imieniny obchodzi 7 listopada.